# Leptacrydium waelbroecki
Leptacrydium waelbroecki är en insektsart som först beskrevs av Bolívar, I. 1908.  Leptacrydium waelbroecki ingår i släktet Leptacrydium och familjen torngräshoppor. Inga underarter finns listade i Catalogue of Life.